# Sparkasse Chemnitz
Die Sparkasse Chemnitz ist eine Sparkasse in Südwestsachsen, deren Hauptsitz sich in Chemnitz befindet.

## Organisationsstruktur
Die Sparkasse Chemnitz ist eine Anstalt des öffentlichen Rechts, deren Träger der Sparkassenzweckverband ist. Mitglieder des Verbandes sind der Landkreis Zwickau und die Stadt Chemnitz. Die Sparkasse Chemnitz selbst ist Mitglied des Ostdeutschen Sparkassenverbandes. Die Rechtsgrundlagen des Kreditinstitutes sind das Gesetz über die öffentlich-rechtlichen Kreditinstitute im Freistaat Sachsen und die Sachsen-Finanzgruppe sowie die Satzung der Sparkasse.
Die wichtigsten Organe der Sparkasse Chemnitz sind:
- der Verwaltungsrat, dessen Vorsitz der Chemnitzer Oberbürgermeister Sven Schulze innehat
- der Vorstand unter dem Vorsitz von Michael Kreuzkamp.

Das Geschäftsgebiet der Sparkasse Chemnitz erstreckt sich von Chemnitz über Limbach-Oberfrohna, Hohenstein-Ernstthal und Lichtenstein bis nach Glauchau und Meerane.

## Geschäftsausrichtung und Geschäftserfolg
Die Sparkasse Chemnitz gehört zu den führenden Sparkassen in Sachsen.
Da die Sparkasse Chemnitz als Universalkreditinstitut arbeitet, ist sie sowohl im Privatkundenbereich als auch im Firmen- und Geschäftskundenbereich ihres Geschäftsgebiets tätig.
Die Sparkasse Chemnitz wies im Geschäftsjahr 2023 eine Bilanzsumme von 5,166 Mrd. Euro aus und verfügte über Kundeneinlagen von 4,333 Mrd. Euro. Gemäß der Sparkassenrangliste 2023 liegt sie nach Bilanzsumme auf Rang 87. Sie unterhält 41 Filialen/Selbstbedienungsstandorte und beschäftigt 597 Mitarbeiter.
Um Kunden ein ganzheitliches Dienstleistungsangebot gewährleisten zu können, arbeitet die Sparkasse unter anderem mit folgenden Verbundpartnern zusammen:
- LBS Landesbausparkasse NordOst AG
- Sparkassen-Versicherung Sachsen
- DekaBank
- Deutsche Leasing
- s-Factoring

## Geschichte
Mit einem Königlichen Dekret vom 5. März 1839 wurde die Sparkasse am 1. Juli 1839 in der Turmstube des alten Chemnitzer Rathauses gegründet. Das rasche Wachstum der Stadt und der steigende Sparsinn der Bevölkerung führten zur Vergrößerung der Sparkasse, sodass 1882 die erste Zweigstelle entstand.
Von den zehn Niederlassungen, die bis 1923 im Stadtgebiet eröffnet worden waren, mussten auf Grund der Inflation vorübergehend acht geschlossen werden. Obwohl die Situation im Finanzhaushalt von Stadt und Sparkasse kritisch war, wurde 1928 der Neubau der Hauptstelle beschlossen. Zwei Jahre später wurde das Gebäude am Falkeplatz eingeweiht.
Aus der Zusammenlegung der Sparkassen aus den Landkreisen Chemnitz, Stollberg und Rochlitz entstand 1950 die Kreissparkasse Chemnitz. Acht Jahre später erfolgte die Aufteilung in Stadt- und Kreissparkasse.
Die Einführung der EDV-Technik 1974 brachte die Integration von Geldausgabeautomaten in das Selbstbedienungsnetz mit sich. Bis Mitte der 1980er Jahre erfolgte die schrittweise Umstellung auf Computerarbeitsplätze.
Mit der politischen Wende 1989 und der damit verbundenen Währungsunion am 1. Juli 1990 wandelte sich auch die Struktur der Stadtsparkasse Karl-Marx-Stadt (ehemals und ab 1990 wieder Chemnitz). Die Mitarbeiterzahl wurde innerhalb von zwei Jahren verdoppelt. Investitionen waren mit dem Neu- und Umbau von Filialen und der Erweiterung der Angebotspalette verbunden. Neue Selbstbedienungsgeräte, wie zum Beispiel Geldausgabeautomaten und Kontoauszugsdrucker, hielten Einzug.
Im Jahr 1993 schlossen sich die Stadtsparkasse und die Kreissparkasse Chemnitz zur Sparkasse Chemnitz zusammen. Drei Jahre später folgte die Fusion mit den Kreissparkassen Glauchau und Hohenstein-Ernstthal. So entstand eine der größten sächsischen Sparkassen sowie ein Marktführer in der Stadt und im Kreis Chemnitzer Land.
1998 wurde die neue Hauptstelle Moritzhof fertiggestellt und eingeweiht.